# José Carlos Ruiz
José Carlos Ruiz (Jerez, Zacatecas, 17 de noviembre de 1936) es un actor mexicano, nacido en la comunidad de Jomulquillo en la ciudad de Jerez de García Salinas, Zacatecas, México, donde sus padres se encontraban de vacaciones. A los cuarenta días de nacido regresaron a la Ciudad de México.

## Biografía personal
Es el mayor de 4 hermanos: Poncho, Alicia y Elena. A los 10 años de edad quedó huérfano yendo a vivir con su abuela paterna. En su juventud trabajó como peón en la compañía de la luz, en una carnicería, en un molino de café, como comerciante y decorador de interiores hasta que comienza sus estudios de actuación en el Instituto de Bellas Artes. 
A los 30 años de edad se casó con Ada Marina, con quien tuvo tres hijas y un hijo Amaranta, Eréndida, Mayra y Alejandro Ruiz. Tiene tres nietos en total: Gala, Adrián y Arantza. Estudió actuación en el Instituto de Bellas Artes. Comenzó su carrera como actor en el teatro. En 1964 filmó su primera película. Se convirtió en un actor de carácter obteniendo varios premios por sus trabajos en el cine. Luego trabajó en televisión donde se ha destacado interpretando a Benito Juárez en telenovelas históricas. Interpretó al padre de la protagonista en las dos versiones de la telenovela "María Isabel".
Es poseedor de seis premios Arieles, tres diosas de plata y varios reconocimientos internacionales.
Es padre de la actriz Amaranta Ruiz, y una frase que se le atribuye, es: "Yo no fui a la escuela, fui al Cine".[cita requerida]

## Vida profesional

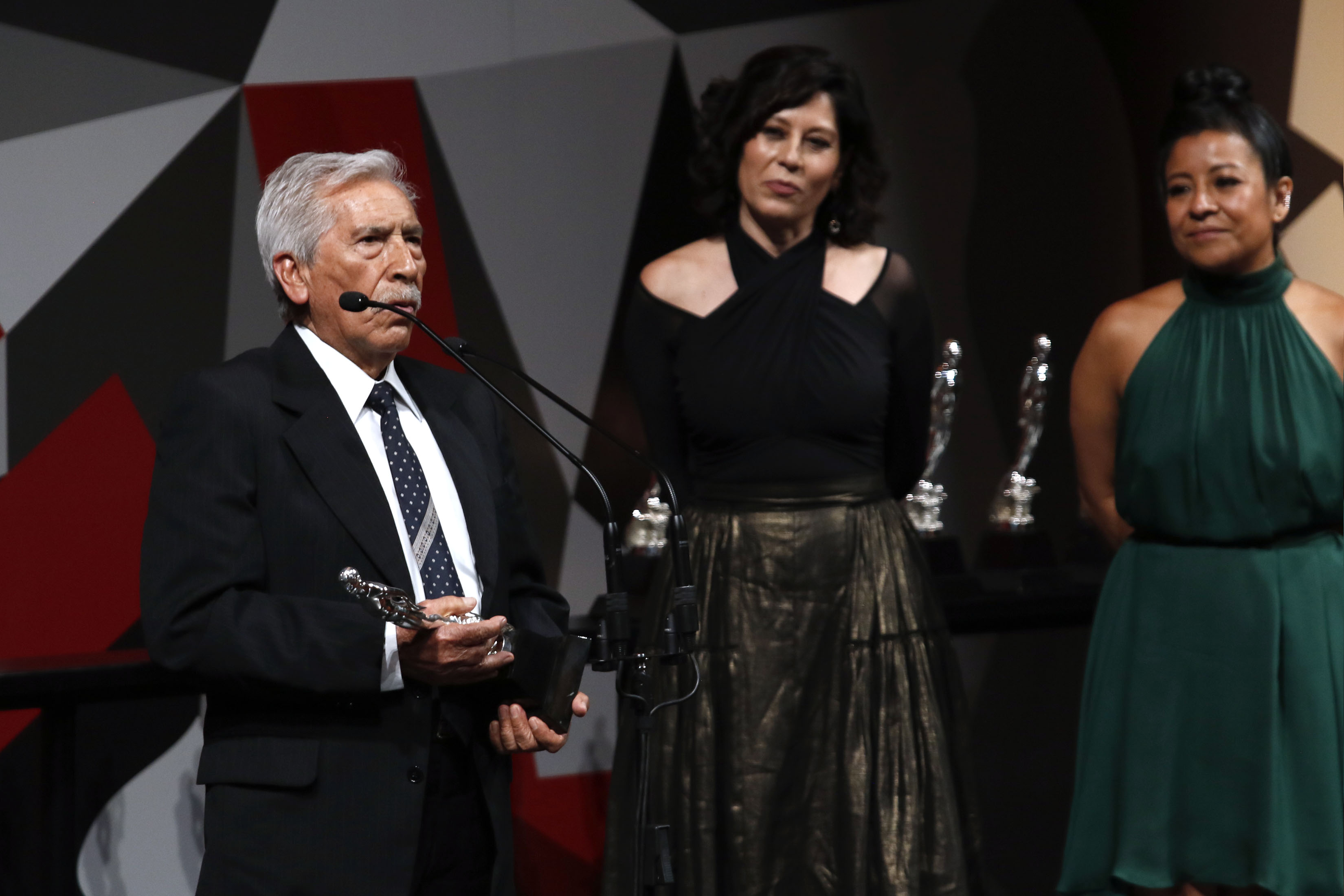
José Carlos Ruiz recibiendo el premio Ariel

Su primera intervención fílmica es en la película Viento negro, que trata sobre una tragedia sucedida en el Desierto de Altar, en Sonora, México, donde actúa al lado de David Reynoso, Fernando Luján, etc. filmada en 1965.
Posteriormente (1966) filma El escapulario, prestigiada cinta donde actúa al lado de Enrique Lizalde, Ofelia Guilmáin, Alicia Bonet, Carlos Cardán y el malogrado Enrique Aguilar, entre otros actores. 
Comienza su carrera a la fama al intervenir en el El carruaje, telenovela donde interpreta al benemérito Benito Juárez, personaje por el que aún es ampliamente recordado y que fue rodada en 1972, dirigida por Ernesto Alonso, actuando al lado de la diva María Elena Marqués, de los actores Ignacio López Tarso y Germán Robles, entre otros. 
En 1974, interviene en El valle de los miserables, cinta de corte histórico que trata el drama de Valle Nacional, en el Estado de Oaxaca, sobre la esclavitud y represión que sufrían los rebeldes al régimen de Porfirio Díaz; actuando al lado de Mario Almada, Fernando Almada, Ana Luisa Peluffo, Jorge Russek, Quintín Bulnes, Guillermo Álvarez Bianchi, etc., la que fue dirigida por René Cardona. 
Aparece en la recreación histórica de un trágico episodio sucedido en la República de Chile, en la cinta, Actas de Marusia, que narra el drama de un cruento aplastamiento de una huelga minera en ese país. La película es importante por los destacados actores que en ella participan: Alejandro Parodi, Diana Bracho, Patricia Reyes Spíndola, Eduardo López Rojas, Salvador Sánchez, Gian María Volanté, entre otros, pero además, por el entonces muy reciente golpe militar encabezado por el General Augusto Pinochet Ugarte. 
En 1976 aparece en El Apando, film donde interpreta a un drogadicto encerrado en el Palacio Negro o Prisión de Lecumberri, que es la denuncia que hizo el expreso político y ya desaparecido José Revueltas respecto al sistema penitenciario mexicano, visto desde su reclusión como reo de conciencia en esa prisión.
Bajo la metralla es una cinta filmada en 1983, que trata el tema de la Guerrilla y donde este actor interpreta a un infiltrado que finalmente resulta ser un agente policíaco; dos años después filmaría Masacre en el Río Tula, donde interpreta a un guerrillero y traficante colombiano, y que hace referencia a un caso de la vida real sucedido en la Ciudad de México, presuntamente victimados por agentes policíacos. 
Trabajó también en el El extensionista, filmada en 1991, al lado del prematuramente fallecido Eduardo Palomo.
Su trabajo actoral incluye un gran número de telenovelas, entre las que pueden mencionarse: Las versiones de María Isabel (1966) y María Isabel (1997), Morir dos veces (1996), Las vías del amor (2002), Atrévete a olvidarme (2001), Soñadoras (1998), y La casa en la playa (2000); en estas 3 últimas encarnó a un villano. En 2009 encarnó a Chucho, en la telenovela Sortilegio. En 2010 participó en la telenovela Soy tu dueña. En 2012 participa en las telenovelas Un refugio para el amor y Amor bravío. 
Participó en el papel de cura de iglesia en la telenovela Corazón indomable (2013).

## Filmografía

### Televisión
- Nadie como tú (2023) .... Óscar Sandoval
- Por amar sin ley (2018) .... Armando
- Como dice el dicho (2017-presente) .... David, Varios personajes
- Mi adorable maldición (2017) .... Ponciano Juárez
- La candidata (2016-2017) .... Silverio Medina
- Corazón indomable (2013) .... Padre Julián
- Amor bravío (2012) .... Padre Baldomero Lozano
- Un refugio para el amor (2012) .... Galdino Jacinto
- Soy tu dueña (2010) .... Don Sabino Mercado
- Sortilegio (2009) .... Chucho Gavira
- Cuidado con el ángel (2008-2009) .... Andrés
- Tormenta en el paraíso (2007-2008) .... Sacerdote Ahzac
- Amar sin límites (2006-2007) .... Aurelio Huerta
- Peregrina (2005-2006).... Castillo
- Mariana de la noche (2003-2004) .... Isidro Valtierra
- Las vías del amor  (2002-2003).... Fidel Gutiérrez Arismendi
- Atrévete a olvidarme (2001) .... Cecilio Rabadán
- La casa en la playa (2000).... Severo Rincón
- Soñadoras (1998-1999) .... Eugenio de la Peña
- María Isabel (1997-1998).... Pedro Sánchez "Tatita"
- Pueblo chico, infierno grande (1997) .... Arcadio Zamora
- Morir dos veces (1996).... Orduña
- Más allá del puente (1993-1994) .... Ángel
- Las grandes aguas (1989) .... Graciano Alonso
- Muchachita (1985-1986) .... Pascual Sánchez
- La traición (1984-1985) .... Cholo
- Una limosna de amor (1981) .... Jeremías
- Al salir el sol (1980) .... Manuel
- Los bandidos de Río Frío (1976) .... Bedolla
- Ven conmigo (1975-1976)
- Mundo de juguete (1974-1977) .... Mateo
- El carruaje (1972) .... Benito Juárez
- La gata (1970-1971) .... Don Lupe
- La Constitución (1970) .... Jovito
- Mi amor por ti (1969-1970) .... Roque
- La tormenta (1967) .... Benito Juárez
- Las víctimas (1967)
- María Isabel (1966) .... Pedro Sánchez "Tatita"
- El refugio (1965)
- Maximiliano y Carlota (1965) .... Benito Juárez

### Cine
- Dime cuando tú (2021) ... Pepe
- Padre a toda madre (2019)
- Tormentero (2017) ... Romero Kantún
- Almacenados  (2015)... Sr. Lino
- En el último trago (2014) ... Emiliano
- Criosfera (2013) ... Pancho Pérez
- El lado oscuro de la luz (2013) ... Abuelo
- 2012: Shift Evolve Survive (2010)
- Suave patria (2010) ... Jerónimo Natage
- El muro de al lado (2009) ... Teodoro
- El estudiante (2009)... Don Pedro
- Cabeza de Buda (2009) ... Invitado 2
- El garabato (2008)
- Cementerio de papel (2007)
- 13 miedos (2007)... Don Emilio
- Guadalupe (2006) .... San Juan Diego
- Tribus urbanas (2006)
- Curandero (2005) .... Don Carlos
- Los muertos que nos dieron la vida (2003)
- Viaje aterrador (2002)
- Acosada (2002) .... Licenciado Estrella
- Aunque tú no lo sepas (2000)
- Benjamín (2000)
- El milagro (2000)
- Chamula, tierra de sangre (1999)
- Reclusorio III (1999)
- A medias tintas (1999)
- De jazmín en flor (1996) .... Don Ramón
- Muralla de tinieblas (1994)
- Dos Crímenes (1994)
- Juana la Cubana (1994)
- Suerte en la vida (La Lotería III) (1994)
- Santo: la leyenda del enmascarado de plata (1993) .... Don Severo
- La tumba del Atlántico (1992)
- Alto poder (1992)
- ¿Nos traicionará el presidente? (1991) .... General Jacinto Peña
- El extensionista (1991) .... Benito Sánchez
- Amor y venganza (1991)
- María la guerrillera (1991)
- Pueblo de madera (1990) .... Don Pancho
- La jaula de la muerte (1990)
- Cuento de Navidad (1989)
- Esperanza (1988) .... General
- La furia de un dios (1988)
- Reto a la vida (1988) .... Doctor
- Goitia, un dios para sí mismo (1988) .... Goitia
- La mujer policía (1987)
- Zapata en Chinameca (1987)
- Robachicos (1986)
- Contrabando y muerte (1986)
- Astucia (1986)
- Salvador (1986) .... Arzobispo Romero
- La rebelión de los colgados (1986)
- El tres de copas (1986)
- Vidas errantes (1985)
- Historias violentas (1985)
- Masacre en el río Tula (1985)
- Toña machetes (1985) .... Filogonio
- Cuentos de madrugada (1985)
- Damian (1985)
- Viaje al paraíso (1985) .... Pajarito
- Por eso en Mixquic hay tantos perros (1985)
- Luna de miel y sangre (1984)
- Noche de carnaval (1984) .... Jincho
- El mil usos II (1984)
- Mundo mágico (1983)
- Bajo la metralla (1983) .... Martín
- El guerrillero del norte (1983)
- Fuego en el mar (1981) .... Manuel
- Oficio de tinieblas (1981)
- El mil usos (1981)
- Chicoasén (1980)
- Cabo Blanco .... Hernández
- Yo gran cazador (1979) .... Lame Wolf
- La guerra santa (1979) .... Celso Domínguez
- El año de la peste (1979) .... Dr. Jorge Martínez Abasolo
- The Children of Sánchez (1978) .... Esposo de Martha
- Who'll Stop the Rain (1978) .... Galíndez
- Cananea (1978) .... Manuel Diéguez
- El elegido (1977) .... Judas
- Los albañiles (1976) .... Jacinto Martínez
- El hombre del puente (1976) .... El Extraditado
- El apando (1976) .... El Carajo
- México, México, ra ra ra (1976)
- Actas de Marusia (1976) .... Argandoña
- La casa del Sur (1975) .... Tomás
- El valle de los miserables (1975) .... Tío Chinto
- Simón Blanco (1975) .... Lic. Cardoso
- Los perros de Dios (1974)
- La muerte de Pancho Villa (1974)
- Buck and the Preacher (1972) .... Brave
- Los marcados (1971) .... el Manco
- Emiliano Zapata (1970)
- Valentín de la Sierra (1968)
- El escapulario (1968) .... Ruiz
- Viento negro (1965)
- Major Dundee (1965) .... Riago

## Premios y nominaciones

### Premios Ariel
| Año  | Categoría                   | Película                        | Resultado |
| ---- | --------------------------- | ------------------------------- | --------- |
| 2017 | Mejor actor                 | Almacenados                     | Ganador   |
| 2000 | Mejor actor de cuadro       | Demasiado amor                  | Nominado  |
| 1995 | Mejor coactuación masculina | Dos crímenes                    | Ganador   |
| 1990 | Mejor actor                 | Goitia, un dios para sí mismo   | Ganador   |
| 1989 | Mejor coactuación masculina | ¿Nos traicionará el presidente? | Nominado  |
| 1987 | Mejor coactuación masculina | El tres de copas                | Nominado  |
| 1986 | Mejor coactuación masculina | Toña machetes                   | Ganador   |
| 1985 | Mejor actor                 | Vidas errantes                  | Ganador   |
| 1980 | Mejor coactuación masculina | Fuego en el mar                 | Ganador   |
| 1978 | Mejor coactuación masculina | Cascabel                        | Nominado  |
| 1977 | Mejor coactuación masculina | Los albañiles                   | Nominado  |

### Diosas de Plata 2009
| Categoría                       | Persona       | Resultado |
| ------------------------------- | ------------- | --------- |
| Mejor papel de cuadro masculino | El Estudiante | Nominado  |

### Premios TVyNovelas
| Año  | Categoría              | Programa/Telenovela   | Resultado |
| ---- | ---------------------- | --------------------- | --------- |
| 2018 | Mejor primer actor     | Mi adorable maldición | Nominado  |
| 2014 | Mejor actor de reparto | Corazón indomable     | Nominado  |
| 2007 | Mejor primer actor     | Amar sin límites      | Nominado  |
| 2004 | Mejor primer actor     | Mariana de la noche   | Nominado  |
| 2003 | Mejor primer actor     | Las vías del amor     | Nominado  |
| 2001 | Mejor actor antagónico | La casa en la playa   | Nominado  |
| 1999 | Mejor primer actor     | Soñadoras             | Ganador   |

### Galardón a los Grandes 2011
| Categoría   | Persona          | Resultado |
| ----------- | ---------------- | --------- |
| Trayectoria | José Carlos Ruiz | Ganador   |

### Premios ACE
| Año  | Categoría                  | Telenovela          | Resultado |
| ---- | -------------------------- | ------------------- | --------- |
| 2001 | Mejor Actor Característico | La casa en la playa | Ganador   |
| 2010 | Intérprete Característico  | Sortilegio          | Ganador   |

### Premios Califa de Oro 2009
| Categoría                  | Telenovela | Resultado |
| -------------------------- | ---------- | --------- |
| Mejor primer actor del año | Sortilegio | Ganador   |